# Campeonato Mundial de Halterofilia de 1908
El XI Campeonato Mundial de Halterofilia se celebró en Viena (Austria) entre el 8 y el 9 de diciembre de 1908 bajo la organización de la Federación Internacional de Halterofilia (IWF) y la Federación Austríaca de Halterofilia.
En el evento participaron 23 halterófilos de 2 federaciones nacionales afiliadas a la IWF.

## Medallistas
| Evento | Oro                  | Plata                    | Bronce                    |
| ------ | -------------------- | ------------------------ | ------------------------- |
| -80 kg | Johann Eibel Austria | Anton Nejedlik Austria   | Johann Staudinger Austria |
| +80 kg | Josef Grafl Austria  | Berthold Tandler Austria | Edmund Danzer Austria     |

## Medallero
| Núm. | País    | Oro | Plata | Bronce | Total |
| ---- | ------- | --- | ----- | ------ | ----- |
| 1    | Austria | 2   | 2     | 2      | 6     |
|      | TOTAL   | 2   | 2     | 2      | 6     |